# Maison Grünfeld
La Maison Grünfeld (en hongrois : Grünfeld-ház) est un édifice situé à Miskolc.